# 清凉里 588
座標: 北緯37度34分41.5秒 東経127度2分41秒 / 北緯37.578194度 東経127.04472度
清凉里 588（チョンニャンニ オーパルパル）は、大韓民国ソウル特別市東大門区の清凉里駅近くにあった風俗街である。
この地区は一般的に「オーパルパル」の名前で呼ばれる。名前の由来は、典農洞588番地に存在するため。
オランダ・アムステルダムの有名な風俗街飾り窓と似た構造となっている。1980年代以降、ミアリテキサスや千戸洞テキサスと並ぶソウルの風俗街として名を馳せた。
2009年には清凉里 588一帯を清凉里4区域に指定し、都市環境整備事業を行っていた。しかし、2012年にソウル市都市再整備委員会が「集娼村形成の背景などを記録し、この区域の建物の一部を歴史的痕跡として保存したい」として都市計画の変更手続きを行なったが、清凉里4区域の住民からはこのことについて「集娼村の痕跡を残す事業」とし、反発した。
現在は、性売買特別法の施行に伴い、かつて程の賑わいは失われつつある。2016年5月1日より、再開発事業の開始とともに撤去が始まった。現在、跡地には高層マンション「清凉里駅ロッテキャッスルSKY-L65」が建っている。なお、朴元淳当時ソウル特別市長は、一部をそのまま保存し「清凉里620」とする計画を発表したものの、地域住民の反発、さらに補欠選挙で当選した呉世勳新ソウル特別市長は、計画を撤回した。

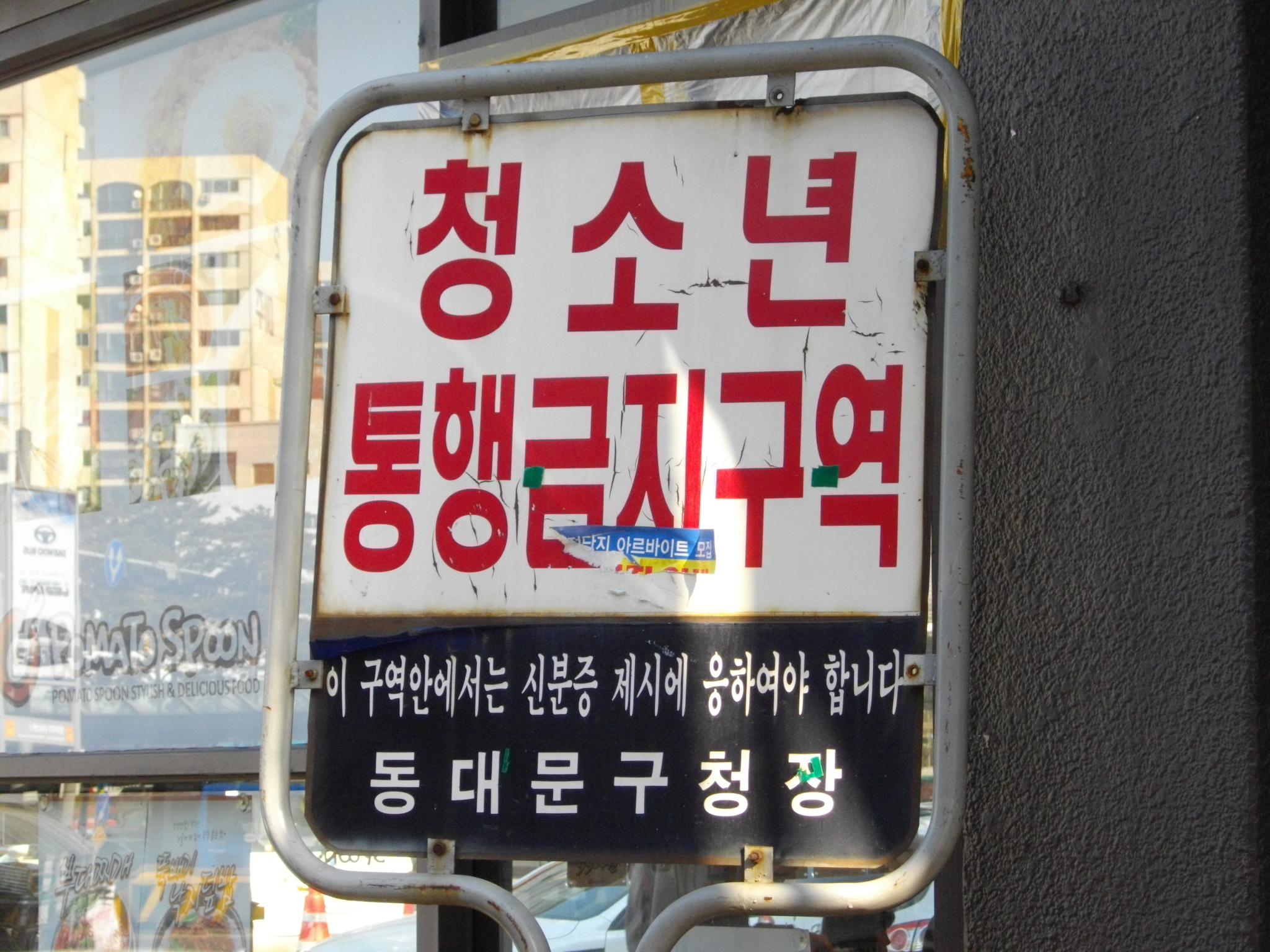
風俗街であることを示す「청소년통행금지구역（青少年通行禁止区域）」の標識